# Heliconius sara

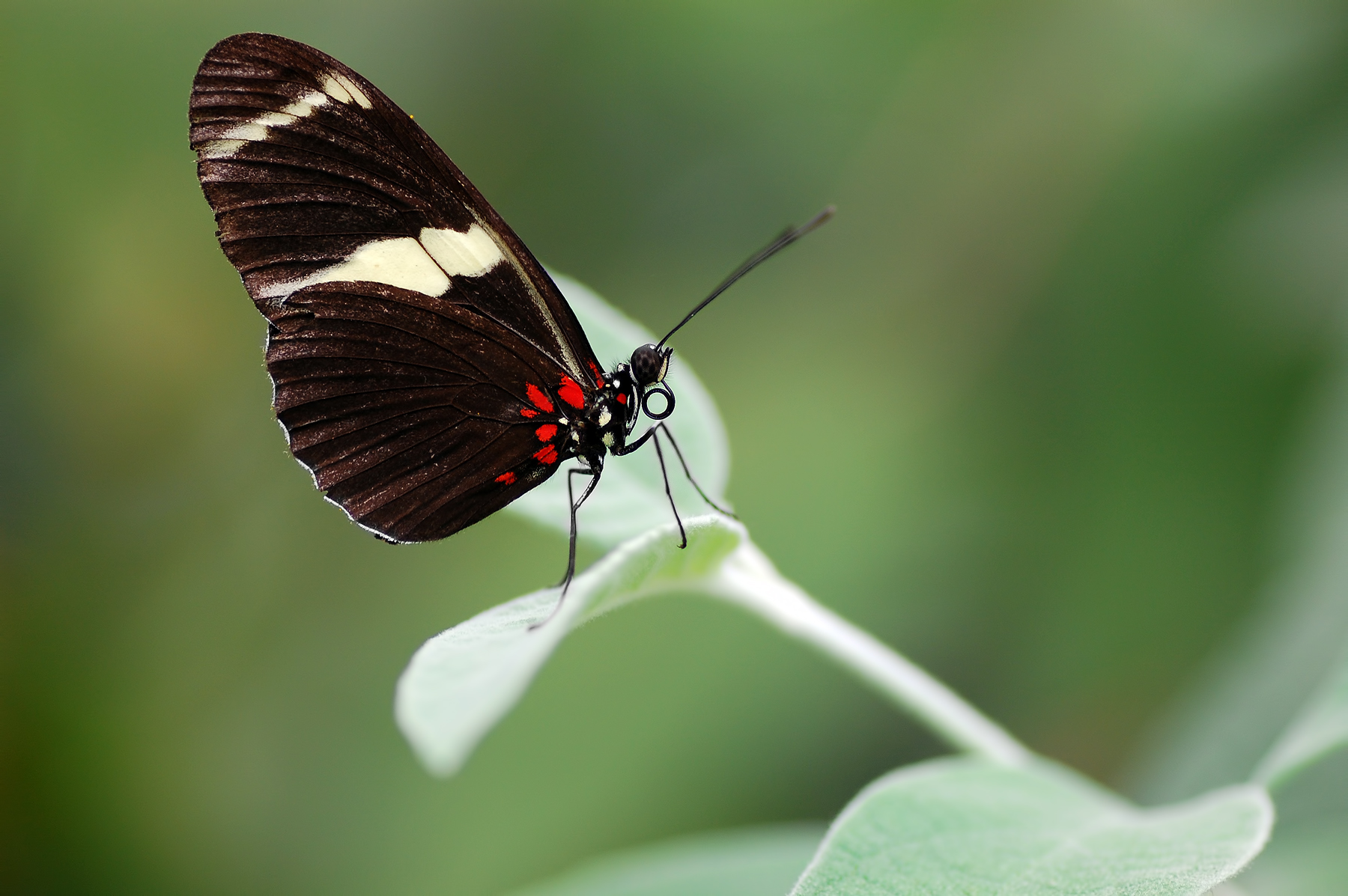
Červené skvrny na spodní straně křídel

Heliconius sara je druh neotropického motýla z čeledi babočkovitých.

## Popis
Křídla jsou černá s velkou kovově modrou skvrnou uprostřed, která je orámována dvěma bílými pruhy na předních křídlech. Spodní strana křídel je matně hnědá až černá s malými červenými skvrnami na okraji. Celkové rozpětí křídel je 55–60 mm. Dospělci, kteří obývají deštné pralesy, se běžně vyskytují podél okrajů lesů.

## Rozšíření
Heliconius sara se vyskytuje od Mexika po Amazonskou pánev a jižní Brazílii běžně od 700 m n. m. Nejčastěji se vyskytuje podél okrajů lesa vždy ve spojení s jeho specifickou hostitelskou rostlinou. Specifičnost hostitelské rostliny je nepochybně důležitým faktorem omezujícím rozšíření motýla a je jistě jedním z důvodů, proč jsou některé populace velmi lokální. Obě pohlaví navštěvují rostliny rodů Hamelia, libora, Palicourea a Psiguri, jejichž nektarem se živí. Noční úkryty se obvykle nacházejí podél okrajů lesů nízko u země nebo podél potoků.

## Vývoj
Stejně jako ostatní motýli z rodu Heliconius hledají samičky rostliny rodu mučenka, aby nakladly svá vajíčka. Vajíčka jsou malá a žlutá ve shlucích po 10–50. Mučenka obsahuje toxické látky, vůči kterým jsou housenky imunní. Tyto toxiny si housenka ukládá do svých tkání. Po zakuklení (stádium kukly trvá přibližně 8 dní) si dospělý jedinec toxiny udržuje a je tak chráněn před predací. Dospělci se rozmnožují po celý rok; každý rok se vyprodukuje několik generací. Dospělé stádium má životnost 2–3 měsíce.